# 맥케이브와 밀러 부인
《맥케이브와 밀러 부인》(영어: McCabe & Mrs. Miller)은 1971년 개봉한 미국의 수정주의 서부극 영화이다. 로버트 올트먼이 감독과 공동 각본을 맡았으며, 에드먼드 노턴의 소설 〈McCabe〉가 원작이다. 2010년 미국 국립영화등기부에 등재되었다.

## 출연진
- 워런 비티
- 줄리 크리스티
- 러네이 오베어전와
- 윌리엄 더베인
- 존 셕
- 코리 피셔
- 셸리 듀발
- 버트 렘슨
- 키스 캐러딘
- 마이클 머피
- 잭 라일리
- 재닛 라이트
- 웨인 롭슨
- 테런스 켈리
- 돈 프랭크스

## 기타 제작진
- 협력 제작: 로버트 에건와일러
- 배역: 그레이엄 클리퍼드
- 미술: 리언 에릭슨